# Eter allilowo-fenylowy
Eter allilowo-fenylowy – organiczny związek chemiczny z grupy eterów, jasnożółta palna ciecz.
Ogrzewanie eteru allilowo-fenylowego i jego pochodnych do temperatury 200–250 °C powoduje przemianę zwaną przegrupowaniem Claisena, w wyniku której powstają odpowiednie o-allilofenole, w tym przypadku 2-allilofenol. W reakcji tej, węgiel C3 grupy allilowej przyłącza się w pozycji orto do pierścienia aromatycznego.